# Pimelephila
Pimelephila is een geslacht van vlinders uit de familie van de grasmotten (Crambidae). De wetenschappelijke naam van dit geslacht is voor het eerst voorgesteld door Willie Horace Thomas Tams in een publicatie uit 1930. De soorten van dit geslacht komen in tropisch Afrika voor.

## Soorten
- Pimelephila albivittalis (Hampson, 1912)
- Pimelephila ghesquierei Tams, 1930